# Emmanuel Henri Louis Alexandre de Launay
Emmanuel Henri Louis Alexandre de Launay, meglio noto come conte di Antraigues (Montpellier, 25 dicembre 1753 – Londra, 22 luglio 1812), fu una nota figura del partito realista nel corso della Rivoluzione e del Primo Impero.

## Esordi

### Carriera militare
Nato a Montpellier (o a Villeneuve-de-Berg, o a Antraigues-sur-Volane, a seconda delle fonti), da una nobile famiglia del Vivarese, il giovane d'Antraigues entrò nell'esercito a 14 anni, prima come sottotenente della Guardia del corpo reale a Versailles, poi come capitano nel Reggimento del Reale-Piemonte Cavalleira grazie alla protezione dello zio, Guignard de Saint-Priest, ambasciatore di Luigi XV a Lisbona e poi di Luigi XV e Luigi XVI a Costantinopoli.

### Frequentazioni letterarie
Nel 1770 Louis Alexandre conobbe Rousseau, con il quale mantenne una corrispondenza, durata sino alla morte di quest'ultimo, nel 1778.
Nel 1776, trascorse diversi mesi a Ferney, presso Ginevra, in compagnia di Voltaire (che vi risiedeva dal 1759).
Queste frequentazioni delle grandi figure del Secolo dei lumi, lo fecero disamorare dalla carriera militare, tanto che, nel 1778, prese congedo.
Poco dopo accompagnò lo zio Guignard de Saint-Priest che tornava al suo ufficio a Costantinopoli; ciò gli consentì, lo stesso anno, di proseguire sino in Egitto e, nel corso del viaggio di ritorno del 1779, di visitare Varsavia (allora ancora capitale di un regno indipendente), Cracovia e Vienna.

### Mecenate a Parigi
Di ritorno a Parigi, tornò a frequentazioni fra filosofi e artisti, mettendo a profitto la figura gradevole, le maniere eleganti, la cultura che gli valsero un grande successo.
Si fece, parimenti, mecenate di letterati e artisti; ciò gli consentì di divenire amante di Madame Saint-Huberty (prima cantante della Opera Nazionale), di tentare, si disse, di sedurre la giovane regina Maria Antonietta, di legarsi in amicizia con alcuni fra i futuri protagonisti della Grande Rivoluzione, quali Chamfort, Mirabeau, Laharpe e di completare un'educazione decisamente 'moderna', immersa, come si dice, nelle idee del suo secolo.

## La Grande Rivoluzione

### Un celebre pamphlet ‘democratico’
L'evento che mutò il corso della vita del d'Antraigues, e della Francia, intercorse l'8 agosto 1788, allorché Luigi XVI annunciò la convocazione a Versailles degli Stati Generali, per il 5 maggio 1789.
Queste speciali circostanze gli suggerirono la pubblicazione, già nel 1788, di un primo pamphlet, intitolato Memoria sugli Stati Generali, i loro diritti e la maniera di convocarli: qui espresse, fra i primi, l'idea, decisamente 'rivoluzionaria', della identificazione del Terzo Stato con la nazione.
Un celebre passaggio recitava: il Terzo Stato è il popolo ed il popolo è il fondamento dello Stato; esso è, in effetti, lo Stato stesso... è nel popolo che risiede tutto il potere di una nazione ed è per il popolo che esistono tutti gli stati, per poi, più oltre, rinnegare la propria classe aristocratica: la nobiltà ereditaria è il più grande flagello che Dio, nella sua collera, abbia sparso sugli esseri umani.

### Deputato della nobiltà agli Stati Generali
Ciò nonostante, egli accettò di essere nominato rappresentante del Secondo Stato (i nobili) agli Stati Generali, per il baliato di Villeneuve-de-Berg, ove possedeva terre.
Riuniti che furono i delegati, gli Stati Generali vennero aperti il 5 maggio.
Subito il terzo Stato prese a pretendere il voto per testa, mentre il "regime costituzionale" vigente prevedeva quello per ordine.
Gli avvenimenti precipitarono a partire dal 20 giugno, con il Giuramento della Pallacorda: il 9 luglio il Terzo Stato si riunì come Assemblea Nazionale Costituente, il 14 luglio, venne presa la Bastiglia. Nel movimentato contesto d'Antraigues si fece notare fra i nobili 'illuminati': intervenne per incitare il proprio stato a rinunciare ai propri privilegi in materia di imposte, per poi prendere parte alla Giuramento della Pallacorda.
Allorché, il 9 luglio, su istruzione reale del 27 giugno, gli Stati Generali si trasformarono in Costituente, egli accettò di sedervi, pur mantenendosi formalmente ostile alla trasformazione. Coerentemente, si pronunciò a favore della Dichiarazione dei diritti dell'uomo e del cittadino, nel corso del dibattito del 20-26 agosto.

### La svolta a destra dopo la insurrezione del 5 ottobre
Tale decreto non venne ratificato da Luigi XVI se non il 5 ottobre, allorché la Reggia di Versailles venne raggiunta da una gran folla partita da Parigi.
All'alba del 6, il palazzo, pur sotto la protezione della guardia nazionale agli ordini del La Fayette, venne investito dalla folla che puntò agli appartamenti della regina per linciarla; si salvò quasi per caso, ma la corte vennero costretta a trasferirsi a Parigi, alle Tuileries, seguita dall'Assemblea e dai deputati, molti dei quali avevano incoraggiato l'insurrezione.
Tali eventi fecero grande sensazione, inducendo alla fuga i primi Émigré, a seguire il primigenio esempio del Principe di Condé e del conte d'Artois (secondo fratello cadetto del re).
D'Antraigues reagì abbandonando le proprie posizioni riformatrici: prese ad opporsi alla gestione del ministro Necker e a rivendicare le prerogative della nobiltà, di concerto con altri deputati, quali il marchese de Bouthillier-Chavigny e de Cazalès.

### La cospirazione del Favras e la fuga
Le cose erano a questo punto, quando scoppiò il caso dell'abortita congiura del marchese di Favras, mirante liberare Luigi XVI dalle Tuileries e trasferirlo a Metz, lasciando mano libera all'esercito nella capitale, che avrebbe dovuto essere assediata e costretta alla capitolazione per fame; il Conte di Provenza, fratello minore del sovrano, sarebbe stato nominato reggente.
Si parlò anche di un progetto di assassinio dei tre maggiori leader moderati (realisti ma decisamente allineati alla Costituente): Gilbert du Motier de La Fayette capo della guardia nazionale, Bailly, sindaco di Parigi e Jacques Necker, popolare ministro delle finanze.
Favras era sicuramente un loro avversario ma, se cospirazione vi fu, essa fu maldestra e, il 24 dicembre 1789, La Fayette non ebbe difficoltà a procedere all'arresto suo e della moglie; nell'accusa fu coinvolto anche il d'Antraigues, che venne denunciato, cosa che lo indusse a lasciare la Francia a seguito della decapitazione del Favras, il 19 febbraio 1790.
Il Conte di Provenza fu costretto a disapprovare pubblicamente l'operato del Favras in un discorso di fronte alla Comune di Parigi e in una lettera alla Costituente.

## Agente realista in esilio

### La fuga in Svizzera e in Lombardia
Si rifugiò a Losanna, in Svizzera, ove venne dopo breve raggiunto dalla sua amante, la Saint-Huberty e dove furono ospiti presso il Conte Turconi, a Mendrisio, ove, il 29 dicembre 1790 contrassero matrimonio segreto, dopo sette anni di relazione amorosa.
Si trasferirono poi in Italia, allora ben lontana dall'essere investita dalle armate rivoluzionarie.
Presso Milano nacque, il 26 giugno 1792, il figlio.
Al 1791 risale un secondo pamphlet, intitolato Point d'accommodement: venne pubblicato a Parigi ed ebbe, almeno, cinque edizioni.

### Attachéall'ambasciata spagnola a Venezia
In virtù della propria posizione ed educazione, d'Antraigues poté trovare impiego come attaché della ambasciata a Venezia del Regno di Spagna di Carlo IV.
Nel frattempo in Francia, la situazione politica stava rapidamente precipitando: il 20 aprile 1792 la Francia aveva dichiarato guerra all'Austria del giovane Francesco II, il 10 agosto 1792 la folla aveva assalito le Tuileries, inducendo agli arresti la famiglia reale, il 20 settembre l'esercito rivoluzionario aveva ottenuto l'insperato successo di Valmy e il 21 gennaio 1793 Luigi XVI era stato ghigliottinato.
Dopo il regicidio, i monarchici avevano trovato un nuovo leader nel di lui fratello cadetto, il conte di Provenza: questi si era proclamato reggente, per il nipote, che proclamò re con il titolo di Luigi XVII.
Quest'ultimo, il disgraziato e innocente figlio primogenito di Luigi XVI, di appena sette anni, imprigionato dal 12 agosto 1792 e separato dalla madre, era allora affidato ad un calzolaio, tale Simon, fedelissimo di Robespierre.

### Al servizio del Conte di Provenza in esilio
Nel rinnovato contesto di quel 1793, d'Antraigues passò al servizio del Conte di Provenza, che conosceva sin dai tempi, per lui, dorati della Parigi di prima della rivoluzione e con il quale doveva aver avuto a che fare ai tempi della congiura del Thomas de Mahy de Favras.
Nel 1794, venne raggiunto dal sovrano in esilio, che, volendosi allontanare dalla precedente sede di Coblenza, minacciata dalle truppe rivoluzionarie, stabilì la propria corte in esilio proprio a Verona, allora soggetta alla Repubblica di Venezia. La parte del d'Antraigues non dovette essere trascurabile, se è vero che questi lo nominò ministro di polizia del governo in esilio.

### La prima riorganizzazione dei realisti in Francia
Le cronache riportano che il suo primo incarico fosse di agente segreto, ma è più probabile che tale attribuzione risalga a ricostruzioni legate, per suggestione, alle vicende successive e che il suo vero ruolo fosse di coordinare le moltissime organizzazioni (politiche o militari) realiste, diffuse sul territorio francese e vogliose di attivarsi la restaurazione del trono.
Occorre ricordare come, in quegli anni, il Conte di Provenza (che cominciò a farsi chiamare Conte di Lilla), fosse decisamente favorevole ad una prova di forza.
Tale politica appariva forse l'unica possibile nel contesto del Regime del Terrore.
Ma le cose cambiarono profondamente con la caduta, a Parigi, del Robespierre, il 9 termidoro (27 luglio 1794).
I realisti di Francia, sempre molto popolari e rappresentati alla Convenzione, poterono riorganizzasi, dando vita ad organizzazioni di punta, quali il Club di Clichy e una vasta rete di corrispondenti nelle province.
In quei mesi il principale pericolo alla stabilità politica (e alla stessa esistenza in vita dei deputati moderati) era rappresentato dall'eventuale reazione montagnarda e giacobina, che si concretizzò nelle due grandi insurrezioni del 12 germinale e 1º pratile (1º aprile e 20 maggio 1795) alla cui repressione diedero un contributo decisivo proprio i realisti e le loro sezioni armate di Parigi.
Dopodiché l'alleanza fra repubblicani e realisti si distese nel resto della Francia, con la repressione impropriamente ricordata come il Terrore bianco.

### La "Dichiarazione di Verona"
Si apriva, quindi, la concreta possibilità di un ritorno "costituzionale" della monarchia in Francia: o nel senso di una vittoria elettorale, ovvero nel senso di un accordo con la maggioranza moderata della Convenzione nazionale.
Prospettive che non vennero, evidentemente, ritenute realistiche dalla corte in esilio a Verona, che procurò di recidere ogni esitazione, emettendo, il 21 giugno 1795, la famosa 'Dichiarazione di Verona', la cui redazione venne affidata al d'Antraigues.
Nel testo reggente rigettava tutti i cambiamenti intercorsi in Francia a partire dal 1789: la rivoluzione veniva identificata con la "idra dell'anarchia", veniva promesso il ritorno, per intero, alle antiche costituzione del Regno e proclamate minacce contro i membri 'regicidi' della Convenzione (ovvero coloro che avevano votato a favore della pena di morte di Luigi XVI).
Senza alcuna considerazione della circostanza che molti di questi avevano scelto sotto la mortale minaccia giacobina, si mostrassero, ora, in parte favorevoli al ritorno alla monarchia costituzionale e, soprattutto, costituissero la maggioranza della assemblea in carica.

### Il Conte di Provenza diviene Luigi XVIII
Tale passaggio coincise con la morte, nella prigione del Tempio a Parigi, l'8 giugno, appena tredici giorni prima, dell'infante e disgraziato Delfino.
E tre giorni dopo, il 24 giugno il Conte di Provenza si proclamò re con il titolo di Luigi XVIII.
È discusso se tale vicinanza temporale sia frutto di coincidenza.
Certo è che delle disperate condizioni del Delfino si sapeva, a Parigi da almeno un mese e nulla esclude che a Verona ne fossero informati, tramite i molti agenti in azione nella capitale.
Ugualmente certo è l'arrivo, il 6 agosto 1795, presso la corte di Verona, dell'importante ambasciatore inglese Macartney, inviato dal ministro degli esteri inglese Lord Grenville.
Il governo di Pitt il Giovane non riconosceva né Delfino, né Luigi XVIII.
Quindi la missione del Macartney costituiva una significativa novità. Spiegabile in parte con la rinnovata forza del partito realista a Parigi, in parte con la volontà di prevenire la pubblicazione della "Dichiarazione" che, quindi, era in preparazione già da una pezza.

### Passaggio dall'ambasciata spagnola all'ambasciata russa
Poco dopo la Dichiarazione, d'Antraigues dovette cessare le proprie funzioni con l'ambasciata spagnola presso la Repubblica di Venezia; il Regno di Carlo IV e la Francia della convenzione termidoriana, infatti, avevano sottoscritto, il 22 luglio 1795, la cosiddetta 'seconda pace di Basilea'.
L'incarico del d'Antraigues doveva essere, comunque, di mera copertura e gli fu possibile sostituirlo con analoga carica di attaché presso la legazione dell'Impero russo di Caterina la Grande, ottenendo anche, in quegli anni, un passaporto di quel paese.
La grande imperatrice avrebbe, in effetti, riconosciuto Luigi XVIII come legittimo erede del fratello ed era parte, non troppo attiva, della prima coalizione.

### Il fallito tentativo monarchico in Vandea e del 13 vendemmiaio
D'Antraigues non fu certamente ostile alla politica "fondamentalista" del Conte di Provenza, tanto che proprio a lui viene attribuita la redazione della Dichiarazione.
In ogni caso, i risultati furono tutt'altro che positivi. Nei mesi a seguire i monarchici registrarono due grandi fallimenti: la seconda guerra di Vandea (circa 24 giugno – 21 luglio 1795) e la fallimentare insurrezione del 13 vendemmiaio (5 ottobre 1795).
E il neonominato Direttorio poté ottenere dal Senato della Repubblica di Venezia la espulsione di Luigi XVIII e della sua corte, attorno all'aprile 1795.

### La seconda riorganizzazione dei realisti in Francia
Nel frattempo la situazione in Francia era ancora in evoluzione: al 13 vendemmiaio era seguito un breve avvicinamento dei repubblicani moderati (detti 'termidoriani') ai giacobini che ebbe, tuttavia, vita breve, concludendosi con la grande paura scatenata dall'ultimo tentativo giacobino, quello del Gracco Babeuf e la sua famosa 'congiura degli Eguali'.
Essa fece sì che la situazione tornasse a rovesciarsi, a favore dei di un rinnovato appeasement con i monarchici.
Pare certo che, a questo punto, lo stesso Luigi XVIII, ormai privo di una prospettiva militare, si fosse persuaso della opportunità di seguire la via "costituzionale" alla restaurazione.
Acconsentì, quindi, a che il Club di Clichy (e la vasta rete degli Institut Philanthropique) si dedicassero con grande cura alle elezioni dell'aprile-maggio 1797, per un terzo della camera.
Una strategia che poteva contare sul vasto consenso popolare alla causa monarchica e che si tradusse nella conquista della maggioranza al Consiglio degli Anziani e dei Cinquecento.
Pichegru venne eletto presidente dei Cinquecento e Barbé-Marbois, partigiano dichiarato di Luigi XVIII, presidente degli Anziani.

### La maggioranza realista al parlamento di Parigi
Seguirono lunghi mesi nei quali la maggioranza parlamentare poté imporre una decisa 'svolta a destra', segnata dall'abolizione delle leggi contro gli émigrés e i ‘preti refrattari’.
Al perfezionamento del disegno di restaurazione costituzionale mancavano ancora due elementi: il Direttorio e l'esercito.
Al primo si pose parziale rimedio con la sostituzione, il 20 maggio 1797, del Le Tourneur, con il diplomatico "realista" de Barthélemy. Mentre, contemporaneamente, veniva acquisito il consenso del Carnot (grande generale ex-giacobino e "regicida") e proseguivano gli abboccamenti con il Paul Barras.
Assai più difficile appariva la conquista del consenso dell'esercito.
Ciò nonostante il prestigio di alcuni fra i maggiori esponenti ‘realisti’, quali Pichegru e Willot, i quali vennero successivamente accusati di aver diffuso fogli di propaganda realista fra i reparti.
Tali tentativi vennero, tuttavia, condannati al fallimento dagli inattesi e incredibili successi del giovane generale Napoleone Bonaparte, prossimo a concludere la brillantissima Campagna d'Italia (il 17 ottobre 1797, con il Trattato di Campoformio).
Più vicino a Parigi stava l'armata di Sambre e Mosella, comandata dal, decisamente repubblicano, Hoche.
L'equilibrio fra i due partiti, repubblicano e realista, restava, quindi, precario. Esso venne deciso, probabilmente, dalla posizione personale di Paul Barras e Napoleone: entrambe avevano da farsi perdonare la repressione del 13 vendemmiaio e, comunque, ben poco avrebbero avuto da guadagnare, rispetto a quanto già non avessero, da una svolta realista a Parigi.

## L'affaire d'Antraigues

### I progetti monarchici per una nuova prova di forza
In questo contesto va inserita l'attività del d'Antraigues: questi, mentre il monarca partiva per raggiungere l'armata del Principe di Condé a Riegel, veniva lasciato a Venezia.
Egli agiva coperto dalla cittadinanza russa, completata dalla qualifica di diplomatico di quel paese.
Tuttavia, egli si era distinto soprattutto per la famosa Dichiarazione di Verona e, certamente, apparteneva a quella parte del "partito realista" meno incline al compromesso; non appare fuori contesto, quindi, l'accusa che egli fosse partecipe della progettazione di una nuova prova di forza, da tentarsi il 4 settembre a Parigi, ad opera dei maggiori esponenti del Club di Clichy (a partire dal Vaublanc e dall'ammiraglio Villaret de Joyeuse).
Il piano, secondo le successive accuse dei termidoriani, era semplice: Vaublanc avrebbe tenuto un discorso al Consiglio dei Cinquecento, esigendo la messa sotto accusa dei tre direttori repubblicani.
Contemporaneamente, Pichegru, alla testa della guardia del Corpo legislativo avrebbe proceduto al loro arresto.

### La cattura del d'Antraigues
Che tale piano esistesse, o meno, fatto sta che esso venne "scoperto" dal Buonaparte dopo aver catturato proprio il d'Antraigues.
Il fatto accadde nel contesto della conquista francese di Venezia: il 2 maggio 1797 l'antichissima Repubblica aveva capitolato, senza combattere, di fronte alle minacce di Napoleone ed era stata occupata, nella notte dal 15 al 16 maggio, da truppe al comando del Baraguey d'Hilliers.
Cessata la Repubblica, l'ambasciatore russo partì con il suo entourage, incluso, naturalmente, il d'Antraigues.
Questi era protetto dal suo status di diplomatico e dalla cittadinanza russa.
Ma ciò non bastò allorché venne identificato, a Trieste, dai soldati del Bernadotte.
La principale preoccupazione del d'Antraigues fu di non venire separato dalla famiglia, che ottenne di poter portare con sé, in prigionia, a Milano.
Ufficialmente egli si assicurò il risultato rivelando del segreto matrimonio.
Ma la circostanza lasciò trasparire più di un dubbio.
Comunque sia, a Milano d'Antraigues ebbe il dubbio onore di essere interrogato direttamente dal giovane generale. Iniziò, così, il cosiddetto affaire d'Antraigues.

### Le carte compromettenti attribuite al d'Antraigues
Napoleone Bonaparte dichiarò di aver trovato, addosso al prigioniero, scottanti documenti che riguardavano la citata cospirazione realista.
Si trattava di documenti riguardanti colloqui del d'Antraigues con il conte di Montgaillard, un personaggio estremamente controverso, che aveva servito successivamente il Conte di Provenza, Robespierre, ancora Luigi XVIII e, successivamente, Napoleone Imperatore.
Nel giugno 1796 era giunto in Italia per cercare un contatto col Buonaparte.
Successivamente aveva raggiunto Luigi XVIII a Blankenbourg, da dove aveva dovuto, pare, fuggire. Secondo le carte identificate dal Buonaparte, sarebbe stato proprio a questo personaggio che d'Antraigues avrebbe affidato confidenze riguardo alla programmata congiura parigina del Vaublanc e del Pichegru.
Seguivano annotazioni dettagliate del conte di Montgaillard riguardo ai suoi negoziati con il Pichegru, da lui stesso indotto al tradimento.
Anche l'enfasi attribuita al ruolo del Pichegru appare sospetta: già brillante conquistatore dei Paesi Bassi, nel 1793, repressore della insurrezione montagnarda del 12 germinale, infine capo dell'Armata del Reno, era stato accusato di inerzia e fatto dimettere nel marzo 1796.
Ciò nonostante, anche come presidente del Consiglio dei Cinquecento egli rappresentava il più sicuro appoggio dei ‘realisti’ nell'esercito e un certo concorrente del Buonaparte in quel decisivo ambito di consenso.

### Il colpo di Stato del 18 fruttidoro e la repressione finale dei realisti
Che i documenti fossero o non fossero veri, la loro "scoperta" offrì ai direttori repubblicani la migliore delle occasioni per accusare di tradimento i deputati realisti e fermarne l'ascesa politica.
Accadde così che Buonaparte inviasse a Parigi il generale Augereau, staccato dall'armata d'Italia, per assumervi il comando delle truppe.
All'alba del 18 fruttidoro (4 settembre 1797), mentre Augereau faceva occupare dalle truppe il centro di Parigi, venivano affissi migliaia di manifesti, che rivelavano parte del contenuto delle carte del d'Antraigues e proclamavano il tradimento del Pichegru e i capi del Club di Clichy arrestati e, in gran parte, deportati in Guyana.
Rispetto al 13 vendemmiaio, il colpo di Stato del 18 fruttidoro mancò degli scontri di strada, ma fu seguito da una repressione politica decisamente più feroce e profonda.

### La strana liberazione del d'Antraigues
Quanto al d'Antraigues, inspiegabilmente, egli poté partire, con famiglia al seguito, potata seco, in rifugio, in Austria.
La Saint-Huberty sostenne di aver venduto, per 10.000 lire, dei diamanti, che le avrebbero consentito di organizzare una riuscita fuga, profittando anche della relativa libertà concessa al marito.
Lei l'avrebbe solo successivamente raggiunto.
La gran parte dei memorialisti, propende, invece per un rilascio: d'Antraigues non fuggì, ma venne lasciato partire.
Un trattamento che fece rumore, in quanto contrastava assai con la durezza della repressione a Parigi.
E che non si spiega se non con tradimento (d'Antragues che aveva voluto ceduto le carte), luciferina malizia (Buonaparte aveva liberato d'Antragues per comprometterlo definitivamente e gettare ulteriore scompiglio nel partito monarchico) o uno scambio (d'Antragues aveva dovuto cedere le carte in cambio della libertà propria, della moglie e dei figli). Una quarta, ma assai poco realistica, spiegazione richiamava la grande ammirazione portata da Giuseppina di Beauharnais, moglie di Napoleone e grande ammiratrice della Saint-Huberty.

## L'allontanamento del d'Antraigues da Luigi XVIII

### Il licenziamento dal servizio di Luigi XVIII
Alla terza interpretazione sembra abbia creduto Luigi XVIII, che licenziò d'Antragues; non vi sono conferme, ma quel che è certo è che i loro rapporti furono, da quel momento, compromessi.
Il sovrano aveva lasciato le truppe del Condé, dopo essere stato leggermente ferito da un colpo di fucile, nella città sveva (ma cattolica) di Dillingen an der Donau ed era passato nella città di Blankenburg am Harz, nel Regno di Prussia, ove risiedette dal 24 agosto 1796 al 10 febbraio 1798, allorché accettò l'invito dello zar Paolo I di ospitarlo nel castello di Mittau, in Curlandia, allora parte dell'Impero russo.

### Le accuse del d'Antraigues a Luigi XVIII
Il modo in cui d'Antraigues reagì a tale allontanamento, dice molto della situazione, quasi disperata, in cui venne a trovarsi e della sua ormai consolidata tendenza a qualificarsi come un ‘uomo dei segreti’: nel corso del 1798 prese a rivelare di possedere delle carte affidategli dal Malesherbes, ultimo difensore di Luigi XVI e martirizzato dal Robespierre insieme alla figlia, al genero e ai nipoti, il 22 aprile 1794.
Tali carte, sostenne il d'Antraigues, avrebbero contenuto l'accusa di Luigi XVI al fratello Conte di Provenza di avere tradito la causa della monarchia per ambizione personale, nonché la disposizione di escludere, su tali basi, il fratello dalla linea di successione.
Si trattava, ovviamente, di un'asserzione piuttosto sorprendente, se si considera come d'Antraigues fosse in esilio sin dal febbraio 1790, mentre il processo a Luigi XVI si era svolto fra l'ottobre 1792 e il 21 gennaio 1793 (data della decapitazione) e la circostanza che il principale fra i restanti eredi legittimi di Luigi XVI, il conte d'Artois, rinunciasse a servirsene, mentre assolutamente evidenti apparivano le conseguenze politiche di tali asserzioni, ovvero l'esclusione del sovrano ‘legittimo’ in un momento di estrema debolezza della famiglia e della causa.
Volendo, tuttavia, ragionare sulla loro possibile fondatezza, non si può che immaginare un riferimento alla fallita congiura del Thomas de Mahy de Favras, ovvero alla organizzazione della fuga a Varennes. Anche se, a dire la verità, i sospetti degli anni successivi si incentrarono, piuttosto, sulla morte del disgraziato Delfino e sulla rinuncia di Luigi XVIII, una volta intronizzato, a partire dal 1814, di ricevere formale e solenne incoronazione.

### D'Antraigues sotto la protezione degli zar
In ogni caso, le accuse del d'Antraigues non ebbero sostanziale influenza sulla posizione di Luigi XVIII, innanzitutto per la posizione responsabile tenuta dal conte d'Artois.
L'unico indizio di una qualche conseguenza ha a che fare con lo zar Paolo I, figlio di Caterina la Grande e passato alla storia per essere uno squilibrato. Questi, nel 1799, espulse Luigi XVIII, che tornò nei domini di Federico Guglielmo III re di Prussia.
Ciò proprio mentre Paolo I estendeva la propria protezione al d'Antraigues, sovvenzionandolo e interveniva su Francesco II per garantirgli una tranquilla residenza a Graz e Vienna.
La protezione russa consentì al d'Antraigues di soggiornare in Austria per tutti i cinque anni successivi al 18 fruttidoro.
Né gli mancarono le occasioni mondane, come dimostrano le frequentazioni del Principe di Ligne e del barone Gustav Armfelt, ambasciatore di Svezia presso la corte di Vienna.
I legami del d'Antraigues con San Pietroburgo, d'altronde, dovevano essere piuttosto solidi, tanto da sopravvivere all'assassinio di Paolo I, il 3 marzo 1801: nel 1802 (o nel 1804, a seconda delle fonti) il nuovo zar Alessandro I lo nominò attaché all'ambasciata presso la corte di Sassonia, a Dresda.

### Riavvicinamento ai Borbone
Un qualche riavvicinamento dovette aversi anche con i Borbone, come dimostra la circostanza che, il 9 maggio 1800, il Re di Napoli Ferdinando I conferì al d'Antraigues e al giovanissimo figlio, l'Ordine Reale di Costantino e una pensione.
D'altra parte lo zar Alessandro tornò a ricevere Luigi XVIII a Mittau, a partire dal 1804.

### I pamphlet anti-napoleonici
Il nuovo zar aveva inaugurato una politica decisamente più ostile nei confronti della Francia rivoluzionaria, denunciando l'accordo del padre e stipulando la pace con la Gran Bretagna (aprile 1801).
E d'Antraigues non negò la propria collaborazione, pubblicando a Dresda, nel 1806 un famoso pamphlet anti-napoleonico, intitolato Frammento di Polibio.
Un testo che, insieme al successivo Des monstres ravagent partout, gli provocò la feroce ostilità del Primo Impero: venne esercitata la più grande pressione su Dresda per l'espulsione del d'Antraigues, ottenendola.

## L'esilio inglese

### La pace di Tilsit
L'esule passò in Russia, ove sembra poté prendere conoscenza del Trattato di Tilsit, firmato da Alessandro I e Napoleone il 7 luglio 1807.
Il testo era destinato a restare segreto, ma venne conosciuto, abbastanza presto, in Inghilterra.
La divulgazione fece molta impressione e vennero immaginate diverse spiegazioni: la più memorabile riguarda il caso di un diplomatico inglese che si era immerso sotto il barcone ancorato nel mezzo del fiume Nemunas, che ospitava i due imperatori.
Una, meno popolare ma più realistica, interessa il d'Antraigues giunto, poco più tardi, a Londra

### Al servizio del governo di Londra
Sia come sia, nella capitale britannica d'Antraigues non ebbe difficoltà di accedere alla buona società, legandosi in amicizia con George Canning, allora segretario agli affari esteri e con il duca di Kent, quarto figlio del sovrano Giorgio III.
Non solo: egli ricevette un cospicuo sussidio dal governo britannico.
Ma non solo di quello, dal momento che, il 16 giugno 1808, l'Imperatore d'Austria Francesco II, conferì alla Saint-Huberty la conferma di un appannaggio di mille ducati, in riconoscimento dei servizi prestati come insegnante di musica alla di lui sfortunata zia Maria Antonietta.

### La permanenza a Londra
La situazione finanziaria della famiglia era, dunque, piuttosto agiata.
Durante tale ultima permanenza d'Antraigues frequentò anche altri notevoli esuli, quali il Dumouriez. Ma non risulta notizia di frequentazioni con Luigi XVIII, il quale aveva dovuto lasciare Mittau a seguito della Pace di Tilsit: dopo una breve permanenza in Svezia, il sovrano in esilio aveva raggiunto l'Inghilterra il 2 novembre 1807.
Qui, ospite dell'unica potenza europea ancora capace di opporsi a Napoleone, si trovò ricongiunta l'intera famiglia reale: Luigi XVIII, appunto, il fratello minore conte d'Artois e il cugino Duca di Orléans, primo principe di sangue.
Dal 1809 (e sino al 1814) poté tenere corte nel castello di Hartwell, presso Londra.
L'interesse dell'Inghilterra verso i Borbone era, in effetti, favorevolmente mutato rispetto ai tempi della missione del Macartney a Verona: come plasticamente dimostrato dai funerali della regina in esilio, Maria-Giuseppina di Savoia, deceduta ad Hartwell il 13 novembre 1810 e sepolta con tutti gli onori e la pompa dovuta ad un monarca.
D'Antraigues, d'altra parte, si tenne lontano anche dalla residenza di Duca di Orléans, allora piuttosto allineato al cugino Luigi XVIII.

## Tragico esito
Quali che fossero i programmi del d'Antraigues, essi vennero bruscamente interrotti il 22 luglio 1812, nella loro residenza di Barnes-Terrasse, allora sobborgo agricolo a sud-ovest di Londra.
Quel giorno essi vennero trovati morti per colpi di stiletto.
L'autore dell'assassinio venne identificato in un domestico italiano, tale Lorenzo.
Questi era stato assunto sulla base di referenze offerte dal Dumouriez, da quel 1812 a Londra, impiegato come consigliere del ministro inglese Castelreagh e del duca di Wellington.
D'Antraigues lo aveva licenziato, causa il sospetto che questi si fosse venduto come spia al Fouché, il potentissimo ministro di polizia del Primo Impero.
Altri sostennero che la Saint-Huberty trattasse male i domestici, ma un simile comportamento non era certo un'eccezione, per l'epoca.
La circostanza curiosa è che, insieme ai cadaveri del d'Antraigues e della Saint-Huberty, nella casa venne rinvenuto anche il cadavere del Lorenzo, ucciso (suicidatosi?) da un colpo di pistola; sul caso scese un fitto mistero, infittito dal lungo numero di complotti, veri o presunti, in cui la coppia si era trovata coinvolta.

## Opere
- Mémoire sur les États généraux, leurs droits et la manière de les convoquer (1788);
- Ma conversation avec le comte de Montgaillard;
- Point d'accommodement (1791);
- Dei mezzi impiegati dall'Assemblea nazionale per distruggere nella Francia la religione cattolica svelati ai francesi cattolici, traduzione dal francese, (1791);
- Exposé de notre antique et seule règle de la constitution française, d'après nos lois fondamentales (1792);
- Mémoire sur la constitution des états de la province du Languedoc;
- Sur la régence de Louis-Stanislas Xavier (1793);
- Observations sur la conduite des princes coalisés (1795);
- Des monstres ravagent partout (?);
- Fragment de Polybe (1806).